# جريمة غير مكتملة
يقصد بالجريمة غير المكتملة محاولة ارتكاب جريمة أو سعي إليها، ومن أبرز الأمثلة عليها المؤامرة، وتعرف أيضاً «التصرف الذي يفضي إلى الجريمة بدون حدوث أذى فعلي، بشرط أن يكون هذا الأذى محتمل حدوثه والذي يحاول القانون تجنب وقوعه»

## النية
تحوي جميع الجرائم غير مكتملة على النية الجنائية أو نية التهور، ولكن في أغلب الأحوال تعتبر نية بأبسط أشكالها. وبغياب قانون محدد يجعل الجريمة غير مكتملة بحاجة إلى أن يكون المتهم لديه نية محددة لارتكاب الجريمة. وعلى سبيل المثال، حتى يكون المتهم بالجريمة غير مكتملة مذنباً في معاونة القاتل، لابد أن يتوفر لديه نية قتل الضحية. 
فالمحاولة، والمؤامرة، والمعاونة والالتماس، جميعها تحتاج إلى النية.
ومن جهة أخرى، يشير قانون فيدرالي سُن لمكافحة الابتزاز مقابل الحماية المسمى «ريكو» (RiCO) بأن النية تتطلب إلى «الدراية»، أي يدخل فيه مفهوم التهور. وتسهيل الفعل الجنائي يتطلب «الإيمان» به، وهي طريقة أخرى لوصف الفعل الجنائي بالتهور. ويمكن تفريق النية من التهور والإهمال الجنائي على أنه أعلى مرتبة في مينس ريا العقل المذنب.
إثبات النية
ويمكن استنتاج نية معينة من الظروف المحيطة بها، ويمكن إثباتها بالمفهوم يسمى «دنو لحظة الخطر»  (dangerous proximity)، بينما يلزم القانون العقوبات لإثباتها «خطوة أساسية نحو مسار التصرف».